# Days
Days är en poplåt, komponerad av Ray Davies. Låten utgavs som singel av The Kinks i juni 1968. Den spelades in samtidigt som albumet The Village Green Preservation Society, och medtogs på den svenska pressningen av albumet. Däremot fanns den inte med på den brittiska versionen, och de flesta andra pressningarna av albumet. Days blev en ganska stor hit efter att den föregående singeln "Wonderboy" inte blivit särskilt populär.

## Listplaceringar
| Lista (1968)   | Position                              |
| -------------- | ------------------------------------- |
| Danmark        | 11 (DR "Top 20")                      |
| Flandern       | 17                                    |
| Irland         | 16                                    |
| Nederländerna  | 6                                     |
| Nya Zeeland    | 11                                    |
| Storbritannien | 12                                    |
| Sverige        | - (Testad på Tio i topp, ej inröstad) |
| Vallonien      | 38                                    |
| Västtyskland   | 28                                    |